# Moustapha Kama
Moustapha Kama (28 de enero de 1992) es un deportista senegalés que compite en taekwondo. Ganó dos medallas en los Juegos Panafricanos en los años 2015 y 2019, y tres medallas en el Campeonato Africano de Taekwondo entre los años 2014 y 2018.

## Palmarés internacional
| Juegos Panafricanos | Juegos Panafricanos               | Juegos Panafricanos | Juegos Panafricanos |
| Año                 | Lugar                             | Medalla             | Categoría           |
| ------------------- | --------------------------------- | ------------------- | ------------------- |
| 2015                | Brazzaville (República del Congo) | Medalla de plata    | –54 kg              |
| 2019                | Rabat (Marruecos)                 | Medalla de bronce   | –54 kg              |
| Campeonato Africano |                                   |                     |                     |
| Año                 | Lugar                             | Medalla             | Categoría           |
| 2014                | Túnez (Túnez)                     | Medalla de bronce   | –54 kg              |
| 2016                | Puerto Saíd (Egipto)              | Medalla de bronce   | –54 kg              |
| 2018                | Agadir (Marruecos)                | Medalla de plata    | –54 kg              |